# کمپین چهار آفات

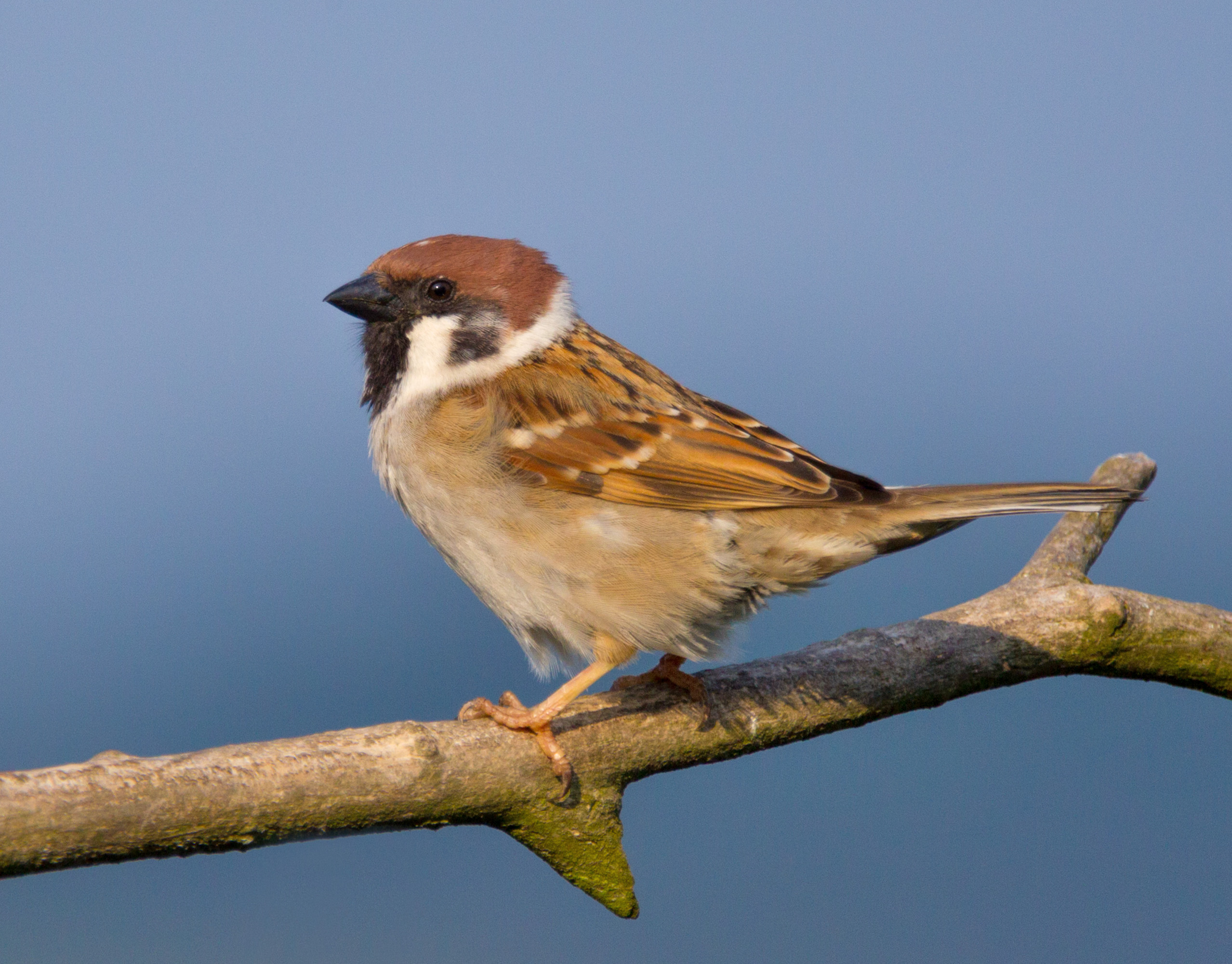
گنجشک درختی بیشترین نوع گنجشک در کمپین چهار آفات بود.

کمپین چهار آفات (به چینی: 除四害) یکی از اولین اقداماتی که از سال ۱۹۵۸ تا ۱۹۶۲ در یک گام بزرگ به جلو در چین توسط مائو انجام شد. چهار آفاتی که از بین رفتند موش، مگس، پشه و خصوصاً گنجشک بودند. از بین بردن گنجشک‌ها یا از بین بردن کمپین گنجشک‌ها، که منجر به عدم تعادل شدید محیط زیست شد، یکی از دلایل قحطی بزرگ چین بود. در سال ۱۹۶۰، مائو تسه تونگ کارزار مبارزه با گنجشک‌ها را به پایان رساند.